# Cutremurul din Cecenia (2008)
Pe data de 11 octombrie 2008 la ora Moscovei 13:06:10, în Cecenia, Rusia s-a produs un cutremur cu magnitudinea de circa 6 grade pe scara Richter. Epicentrul cutremurului s-a aflat la circa 40 km est de orașul Groznîi la o adâncime de 10 km. S-au înregistrat 13 decese.